# Клуб пыток
«Клуб пыток» (яп. ちょっとかわいいアイアンメイデン) — японский эротический кинофильм 2014 года, снятый режиссёром Котой Ёсидой по одноимённому комиксу Макото Фуками.

## Сюжет
Юная Юзуки Муто становится ученицей элитной школы для девочек. Уже в первые дни она влюбляется в Аой Фунаки, красивую старшеклассницу, которая приглашает её на собрание закрытого школьного клуба, практикующего сексуальные практики неоднозначного характера.

## Восприятие
- Мэйнард Морисси: «„Клуб пыток“ — это не столько фильм, сколько затянутая дрочильная фантазия для мужчин, интересующихся женщинами. Это послужило бы фильму лучше, если бы он был сделан именно таким, какой он есть — порно ниже среднего — вместо того, чтобы продавать всё это как откровенно сексуальный ромком»[4].

- Александр Трофимов (Канобу): «По моему мнению, создателям ленты удалось создать прекрасную историю отношений двух человек, которые находят друг друга в этом океане боли, унижения и опьянения властью. Фильму не помешало ни то, что это экранизация манги, которые традиционно получаются не слишком удачно, ни то что это порно»[5]